# Чёрный квадрат (премия)
Черный квадрат — российская национальная премия в области современного искусства. 

## История
К предыстории награды можно отнести премию мастерской «Арт-Москвы», вручённую один раз в рамках проведения ярмарки современного искусства «Арт-Москва». В мае 2003 года премию получила программа ESCAPE.
Схожая премия, но уже под названием «Чёрный квадрат», была учреждена в 2004 году общественным фондом поддержки некоммерческих проектов «Арт-Москва» совместно с компанией «Экспо-парк. Выставочные проекты». Победитель награждался денежным призом в размере 5000 евро и предоставлением площадки и бюджета для проведения публичной выставки работ.
В 2004 году других крупных премий в области современного искусства в России не было, поэтому на короткое время «Чёрный квадрат» стал самой известной российской арт-премией. Позже эстафету перехватили государственная «Инновация» и частная премия Кандинского.

## Лауреаты премии
- 2003 — под названием премия «Арт-Москва» — программа ESCAPE, видео «Quartett» (Москва)[2].
- 2004 — Давид Тер-Оганьян, принты «Операция. Абстрактные композиции» (Москва)[4][5].
- 2005 — конкурс не проводился по финансовым причинам[1].
- 2006 — Глюкля и Цапля, видеоинсталляция «Три матери и детский хор» (Петербург)[6].